# Ofensiva occidental de al-Hasakah
La ofensiva occidental de al-Hasakah , denominada Comandante de la Operación Rûbar Qamishlo por los kurdos, fue una operación militar durante mayo de 2015 en la gobernación de Al-Hasakah, durante la Guerra Civil Siria, llevada a cabo por las YPG kurdas y las fuerzas aliadas contra el Estado Islámico. El 31 de mayo de 2015, cuando terminaron la mayoría de las operaciones ofensivas en la gobernación occidental de Al-Hasakah, la parte de la ofensiva en el distrito de Ras al-Ayn se expandió a la región de Tell Abyad, en la parte norte de la Gobernación de Al-Raqa.

## Ofensiva

### Tell Tamer y el monte Abd al-Aziz
El 6 de mayo de 2015, las fuerzas kurdas lanzaron una ofensiva en la zona de Tell Tamer para recuperar el territorio que habían perdido anteriormente ante el EIIL. Durante los siguientes tres días, el YPG avanzó en el área de Aalyah, al noroeste de Tell Tamer, y en otros lugares, mientras estaba respaldado por ataques aéreos de la Coalición liderados por Estados Unidos.
En el cuarto día de la ofensiva, el comandante kurdo Rûbar Qamishlo, por quien se nombró la operación, resultó gravemente herido. El comandante Qamishlo murió a causa de las heridas el 14 de mayo.
El 10 de mayo, las YPG avanzaron en la carretera entre Tell Tamer y Alepo. El 11 de mayo, el YPG avanzó en el área de al-Salihiyyi y continuó avanzando al noroeste de Tell Tamer al día siguiente, finalmente capturando el área de Alya el 13 de mayo.
El 15 de mayo, las YPG, respaldadas por los guardias siríacos MFS y Khabour, avanzaron en la zona de Tal Hormoz en medio de los continuos combates y un ataque con coche bomba del EIIL. Dos días después, las YPG capturaron partes de Tal Hormoz en medio del bombardeo mutuo de ambos lados y un ataque suicida con coche bomba del EIIL, mientras que también se produjeron enfrentamientos alrededor de la aldea de Razaza, donde tuvieron lugar los ataques aéreos de la Coalición.
El 18 de mayo, las fuerzas dirigidas por las YPG capturaron dos aldeas con vistas a la carretera hacia el monte Abdulaziz. Al día siguiente, las YPG capturaron otras tres aldeas en la carretera que se dirigía hacia la montaña, mientras el EIIL las atacaba con dos coches bomba suicidas. En total, entre el 17 y el 19 de mayo, las YPG capturaron unas 20 aldeas.
El 20 de mayo, las YPG y las fuerzas aliadas capturaron amplias zonas de la montaña. Además, el 21 de mayo, tomaron la aldea de Aghaybesh, ubicada en la carretera entre Qamishli y Alepo.
El 21 de mayo, las fuerzas dirigidas por los kurdos capturaron las aldeas asirias de Tal Shamira y Tal Nasri, así como otras dos aldeas. Por lo tanto, completaron la primera etapa de su ofensiva de dos semanas con éxito, recapturando pueblos cristianos que ISIL tomó el control tres meses antes y tomando el monte Abd al-Aziz.

### Campo de Ras al-Ayn
El 26 de mayo, las YPG capturaron la ciudad de Mabrouka, en la zona fronteriza de Ras al-Ayn, acercándolos a la ciudad fronteriza controlada por el EIIL de Tell Abyad, entonces un importante punto de tránsito para el EIIL negro. -comercio petrolero y combatientes extranjeros de Turquía.
En total, desde el 6 de mayo, las YPG y las fuerzas aliadas capturaron 4.000 kilómetros cuadrados de territorio en la gobernación occidental de Al-Hasakah, incluidas 230 ciudades, pueblos y tierras de cultivo.
Después de la captura de Mabrouka, las YPG lanzaron ataques contra las aldeas controladas por ISIL en la frontera. Los kurdos afirmaron que 184 combatientes del EIIL murieron entre el 25 y el 28 de mayo.
El 29 de mayo, las YPG capturaron todo el campo de Ras al-Ayn, mientras continuaban la segunda fase de su campaña. Más tarde ese día, se produjeron enfrentamientos en el límite administrativo entre las provincias de Al-Hasakah y Raqqa que dejaron 30 civiles muertos en Nis Tal, en la frontera sirio-turca, según SOHR. En contraste, fuentes kurdas afirmaron que casi 100 personas fueron masacradas. Los civiles fueron asesinados por ISIL mientras intentaban escapar de un avance de los yihadistas. Mientras tanto, los kurdos ejecutaron a 20 civiles acusados de apoyar al EIIL y quemaron y demolieron las casas de presuntos partidarios del EIIL cerca de Tell Tamer y Ras al-Ayn.
El 31 de mayo de 2015, las fuerzas kurdas traspasaron el límite provincial entre las gobernaciones de Al-Hasakah y Raqqa, poniendo así fin a las operaciones ofensivas dentro de la provincia occidental de Al-Hasakah.

## Consecuencias
El 30 de mayo, ISIL lanzó una ofensiva contra la parte de Al-Hasakah controlada por el gobierno sirio y avanzó en las afueras de la ciudad después de que dos atacantes suicidas atacaran posiciones del ejército sirio, matando e hiriendo a 50 soldados. La ofensiva se originó en la ciudad de Al-Shaddadah, controlada por el EIIL, al sur de Al-Hasakah, y fue el tercer asalto de las organizaciones yihadistas a la ciudad en 2015.
El 31 de mayo, las fuerzas kurdas tomaron cuatro aldeas en el límite provincial entre Al-Hasakah y Raqqa . El SOHR también informó que continuaban los enfrentamientos entre las YPG y las fuerzas del EIIL al suroeste de Ras al-Ayn.
El 15 de julio de 2015, un militante del EIIL intentó llevar a cabo un ataque suicida en la zona entre Tell Brak y al-Hawl ; sin embargo, fue capturado por las YPG y los explosivos fueron desarmados.
El 17 de julio, tres militantes del EIIL atacaron la aldea de Nestal, al oeste de la ciudad de Mabrouka. Según los informes, uno de los militantes murió, mientras que otro huyó a través de la frontera hacia Turquía.
El 8 de agosto de 2015, militantes del EIIL llevaron a cabo un ataque en la aldea de Abu Hamal, al sur de Tell Hamis. Las YPG y las YPJ contraatacaron, lo que obligó a ISIL a retirarse de la región.